# آیرن‌وید (رمان)
آیرن‌وید (به انگلیسی: Ironweed)، رمانی است نوشتهٔ ویلیام کندی که در سال ۱۹۸۳ در نیویورک منتشر شده است. این رمان موفق شد جایزه پولیتزر ادبیات را در سال ۱۹۸۴ برای نویسنده‌اش به ارمغان آورد.